# ترشيحات كأس العالم 2018 و2022
كأس العالم لكرة القدم 2018 هي البطولة 21 من بطولة كأس العالم. وأعلن عن المنظم في 2 ديسمبر 2010، من طرف الفيفا. روسيا فازت في التصويت ونظمت البطولة أما بطولة كأس العالم 2022 فنظمتها قطر.

## جدول المواعيد
| تاريخ                       | ملاحظات                                                       |
| --------------------------- | ------------------------------------------------------------- |
| 15 يناير 2009               | دعو تطبيقات رسمية                                             |
| 2 فبراير 2009               | الموعد النهائي لتسجيل رغبة الترشح                             |
| 16 مارس 2009                | الموعد النهائي لتقديم استمارات تسجيل                          |
| 14 مايو 2010                | الموعد النهائي لتقديم التفاصيل الكاملة للعرض المقدم           |
| 19 يوليو 2010               | أربعة أيام لبدأ الإطلاع على المتطلبات                         |
| 17 سبتمبر 2010              | نهائية عملية الإطلاع                                          |
| 2 ديسمبر 16:00/2010 غرينيتش | الفيفا يكشف عن الدول المستضيفة لبطولتي كأس العالم 2018 و 2022 |

## الترشيحات
| بلجيكا و‌هولندا    |                  |              |              |       |                           |                   |
| إنجلترا           |                  |              |              |       |                           |                   |
| روسيا             |                  |              |              |       |                           |                   |
| إسبانيا و‌البرتغال |                  |              |              |       |                           |                   |
| ترشيحات 2022      | أستراليا         |              |              |       |                           |                   |
| ترشيحات 2022      | اليابان          |              |              |       |                           |                   |
| ترشيحات 2022      | قطر              |              |              |       |                           |                   |
| ترشيحات 2022      | كوريا الجنوبية   |              |              |       |                           |                   |
| ترشيحات 2022      | الولايات المتحدة |              |              |       |                           |                   |
| ترشيحات ملغية     | إندونيسيا        |              |              |       |                           |                   |
| ترشيحات ملغية     | المكسيك          | ترشيحات 2018 | ترشيحات 2022 | ملغية | مستبعدة من الترشح في 2018 | مستبعدة من الترشح |

### الترشيحات المنسحبة
- الولايات المتحدة: أعلنت الولايات المتحدة يوم 14 أكتوبر 2010 انسحابها من سباق استضافة كأس العالم 2018 والتركيز على قدرة استضافة كأس العالم 2022.[2] وهذه ما يعني بعد انسحاب الولايات المتحدة وأستراليا[3][4]، بأن الدول الأوروبية هي من ستستضيف كأس العالم 2018.
- أستراليا: في 10 يونيو 2010 قرر اتحاد أستراليا لكرة القدم الانسحاب من الترشح لاستضافة كأس العالم 2018 والتركيز على كأس العالم 2022[3][4]، لتضمن بذلك القارة الأوروبية تنظيم نسخة 2018 لأول مرة منذ 12 سنة.

### الترشيحات الملغاة
- إندونيسيا: في 19 مارس 2010 قرر الفيفا نقل ترشيح إندونيسا إلى كأس العالم 2022،[5] لكنه اضطر لإلغاء ترشيحها بعد فشل حكومة البلاد في إقناع الشعب الإندونيسي بفكرة تنظيم البطولة لتعطي بذلك إندونيسيا صوتها لأستراليا.[6]
- المكسيك: ألغي ملف المكسيك المتقدمة للترشح في 2005 بسبب أن قانون مداورة التنظيم كان لا يزال قائما.

## التصويت

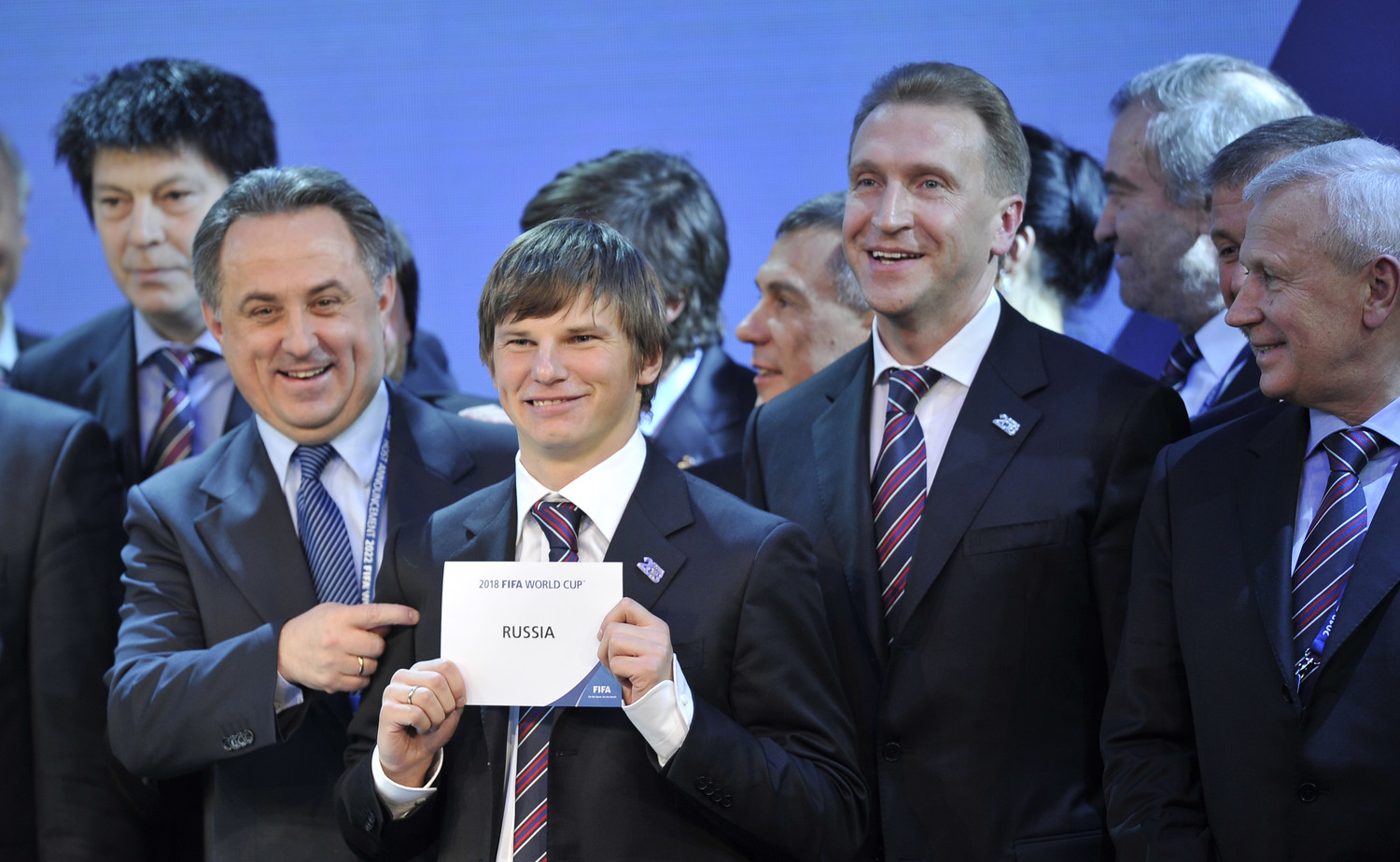
لحظة الإعلان عن فوز روسيا بتنظيم كأس العالم 2018.

في 2 ديسمبر 2010 أعلن رئيس الفيفا السابق جوزيف بلاتر عن الدولتين الفائزتين بتنظيم بطولتي كأس العالم 2018 و2022. جائت نتائج التصويت حسب التالي:

### 2018
فازت روسيا بشرف تنظيم نسخة 2018 لأول مرة في شرق أوروبا، وجائت النتائج كالتالي:
| الدول المترشحة    | الأصوات  | الأصوات  |
| الدول المترشحة    | الجولة 1 | الجولة 2 |
| ----------------- | -------- | -------- |
| روسيا             | 9        | 13       |
| البرتغال/ إسبانيا | 7        | 7        |
| بلجيكا/ هولندا    | 4        | 2        |
| إنجلترا           | 2        | خارج     |
| مجموع الأصوات     | 22       | 22       |

### 2022
فازت قطر لأول مرة في الشرق الأوسط والعالم العربي بشرف تنظيم بطولة 2022، وقال جوزيف بلاتر بهدا الصدد أنه من الضروري تنظيم كأس العالم على أراضي جديدة لتطوير كرة القدم في أكثر مناطق ممكنة في العالم. نتائج التصويت جاءت كالتالي:
| الدول المترشحة   | الأصوات  | الأصوات  | الأصوات  | الأصوات  |
| الدول المترشحة   | الجولة 1 | الجولة 2 | الجولة 3 | الجولة 4 |
| ---------------- | -------- | -------- | -------- | -------- |
| قطر              | 11       | 10       | 11       | 14       |
| الولايات المتحدة | 3        | 5        | 6        | 8        |
| كوريا الجنوبية   | 4        | 5        | 5        | خارج     |
| اليابان          | 3        | 2        | خارج     |          |
| أستراليا         | 1        | خارج     |          |          |
| مجموع الأصوات    | 22       | 22       | 22       | 22       |

في 7 مارس 2019، أعلنت الفيفا النظر في إمكانية إشراك دولتين في تنظيم بطولة كأس العالم 2022 التي سوف تعقد في قطر. وكشفت وكالة أسوشيتد برس أن الفيفا تبحث إشراك الكويت وعُمان في استضافة مونديال 2022 بالموازاة مع مساعيها لإدخال صيغة 48 فريقاً لأول مرة في تاريخ هذه البطولة.

## ردود الفعل

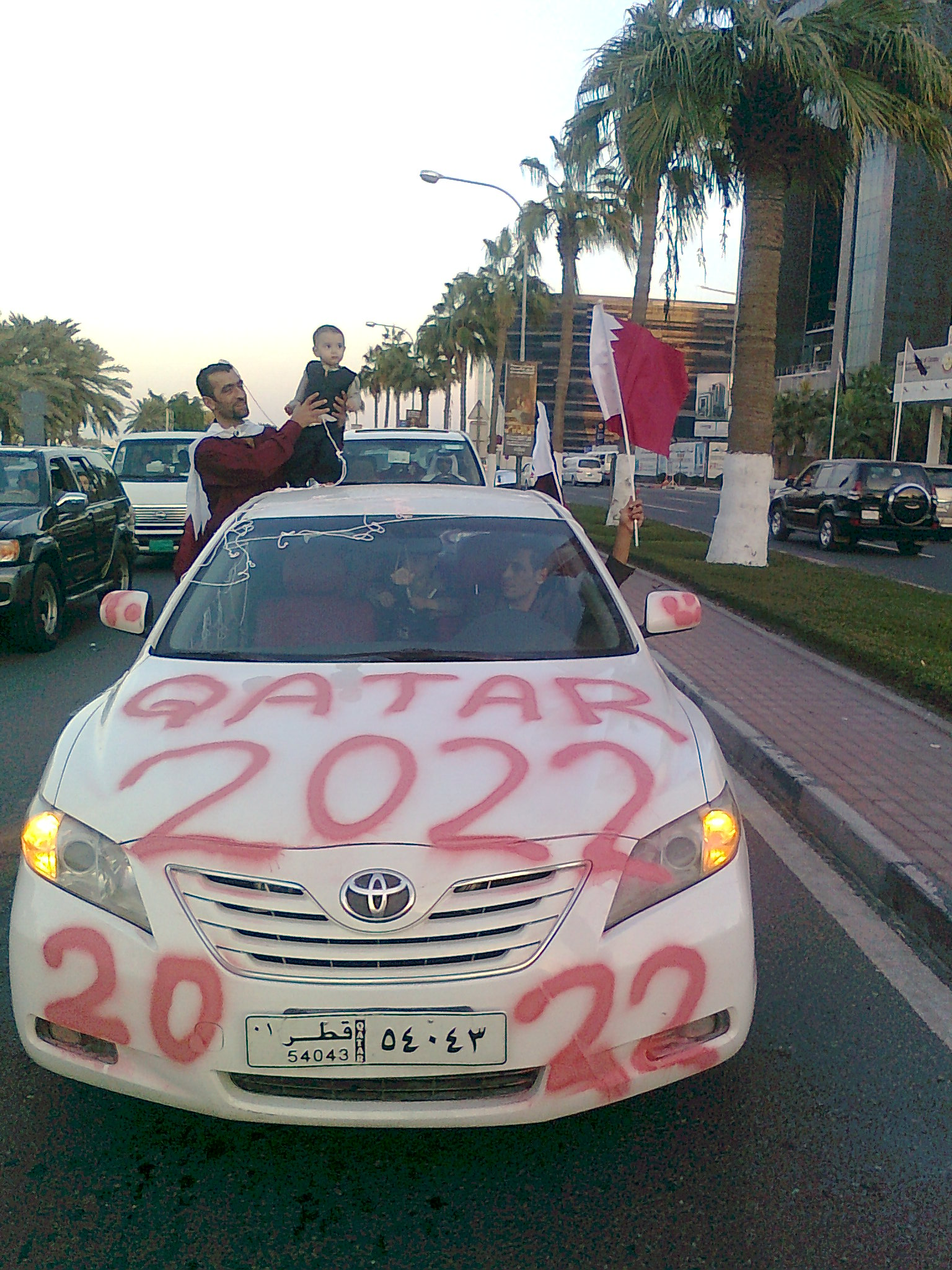
القطريون يحتلفون في الدوحة بعد حصولهم على حق استضافة كأس العالم 2022.

كرد فعل على الإعلان، أقيمت احتفالات في شوارع قطر. استجابت البورصة بقوة مع زيادة المشاركة في التداولات عقب الإعلان. وقال الرئيس الإيراني محمود أحمدي نجاد لنظيره القطري «إن استضافة البطولة حدث رياضي كبير يمكن أن يروّج لكرة القدم في منطقة الخليج العربي والشرق الأوسط وإن إيران مستعدة لمساعدة قطر في استضافة الحدث، معربا عن أمله في أن يتمكن جيرانها من تحقيق حصة معقولة في حضور البطولة». وأكد آل ثاني «ضرورة التعاون بين دول المنطقة لاستغلال الفرصة الرياضية والاستفادة منها». وأضاف أيضًا أن مبادرة قطر ستحفز جيرانها على «تعزيز وتطوير كرة القدم الخاصة بهم».
قام روجر بوردن، الذي كان يشغل منصب رئيس الاتحاد الإنجليزي لكرة القدم، بسحب طلبه للحصول على المنصب الدائم بعد أيام من التصويت، قائلاً إنه لا يمكنه الوثوق بأعضاء الاتحاد الدولي لكرة القدم بسبب تصرفاتهم. قال آندي أنسون، المدير التنفيذي لترشيح إنجلترا: «أعتقد أنه يجب التغيير لأنه بخلاف ذلك، لماذا تقوم أستراليا والولايات المتحدة وهولندا وبلجيكا وإنجلترا بإزعاج أنفسهم بالمزايدة مرة أخرى؟»
كما كان هناك رد فعل عنيف من وسائل الإعلام في البلدان الخاسرة. زعمت غالبية الصحف البريطانية أن كأس العالم قد تم بيعها لقطر، وأدلت صحيفة إل موندو الإسبانية بتعليقات حول القوة المالية لقطر واحتياطياتها من السلع والطاقة. وزعمت الصحف الأمريكية سياتل تايمز ووول ستريت جورنال التواطؤ والفساد.